# Abu Abdallah Jayhani
Abū ʿAbdallāh Muḥammad ibn Aḥmad Jayhānī (in persiano ابو عبدالله محمد بن احمد جیهانی‎), meglio conosciuto semplicemente come Abu Abdallah Jayhani (in persiano ابو عبدالله جیهانی‎, riportato anche nelle forme al-Gayhani o Jaihani), (... – 925) è stato un funzionario persiano che operò nel ruolo di visir dell'impero samanide dal 914 al 922.
La sua opera geografica perduta, sopravvissuta soltanto grazie a testi curati da autori di epoca successiva alla sua, rappresenta un'importante testimonianza scritta per ricostruire la storia del IX secolo dell'Asia centrale e dell'Europa orientale. Anche suo figlio e suo nipote ricoprirono la carica di visir.

## Biografia
La maggior parte dei dettagli relativi alla vita di Jayhani restano sconosciuti. Figlio di Ahmad Jayhani e fratello di Ubaydallah Jayhani, lo stile ortografico delle sue opere lasciano intendere che il persiano fosse la sua lingua madre. Yaqut testimonia inoltre che Jayhani ricorrera spesso all'espressione tipicamente persiana «bedāw andarūn» ("accorrere"). Al-Muqaddasi fa notare che Jayhani studiò filosofia, astronomia e geometria, sostenendo anche che Jayhani riuniva gli stranieri e chiedeva loro informazioni sulle terre e sulle vie per raggiungere le diverse destinazioni. Secondo Ibn al-Nadim, Jayhani nascondeva la sua fede religiosa, in quanto abbracciava il manicheismo.
All'inizio del suo percorso di formazione, Jayhani fu allievo di Abū Zayd al-Balkhī e gli regalava a titolo di compenso delle schiave, ma in seguito decise di non proseguire il suo rapporto con lui dopo aver letto il Kitab al-Qarabin wa'l-dhaba'ih (Libro sui sacrifici e le offerte), da Jayhani disapprovato. Nel 913, Jayhani fu nominato poi tutore di Nasr II, futuro emiro persiano attivo dal 914 al 943. Un anno dopo, quando appunto il suo pupillo di 8 anni giunse a capo dell'impero samanide, Jayhani ricevette la nomina all'incarico di visir.

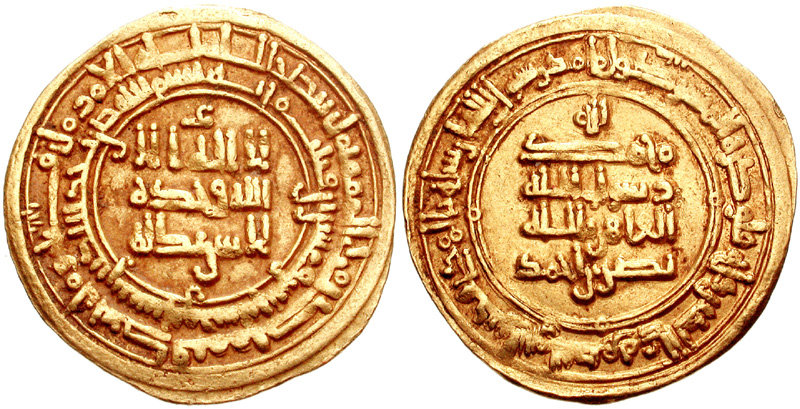
Moneta coniata durante il regno di Nasr II

A causa della giovane età di Nasr, Jayhani assunse la reggenza dell'impero. Quasi subito scoppiò una serie di rivolte all'interno dello Stato, la più grave delle quali fu quella guidata dal prozio Ishaq ibn Ahmad. I figli di Ishaq parteciparono all'insurrezione e uno di essi, Abu Salih Mansur, assunse il controllo di Nishapur e di diverse altre città del Grande Khorasan. Alla fine Ishaq fu catturato, mentre Abu Salih Mansur morì a Nishapur. L'ascesa di Nasr scatenò instabilità anche nelle aree più marginale dello Stato samanide. Il Califfato abbaside riuscì infatti ad approfittare del disordine recuperando il Sistan per l'ultima volta, mentre Rey e il Tabaristan furono conquistati da Hasan al-Utruş, della dinastia degli Alidi, attivi nell'odierno Iran settentrionale. Nonostante l'impossibilità di recuperare le province, i Samanidi impiegarono numerosi esponenti di spicco locali dailamiti e giliti e furono coinvolti direttamente nelle lotte che si svolgevano in quei luoghi.
Come testimonia lo studioso sogdiano del IX secolo Narshakhi, dopo che la più grande moschea di Bukhara fu distrutta Jayhani finanziò la realizzazione di un minareto. Ahmad ibn Fadlan, che lo incontrò nel 921, riferisce di come il popolo si riferisse a lui come «[a]l baluardo più anziano», a testimonianza del fatto che Jayhani veniva ancora considerato una figura assai influente alla corte di Nasr II. Un anno dopo, tuttavia, Abu'l-Fadl al-Bal'ami gli succedette come visir e Jayhani morì nel 925. Suo figlio, Abu Ali Jayhani, fu visir dell'impero samanide dal 938 al 941. Il figlio di Abu Ali, nipote di Abu Abdallah, ricoprì la stessa carica tra il 974 e il 976.

## Opere
Ibn al-Nadim, che confuse Abu Abdallah Jayhani con suo nipote, attribuì quattro libri ad Abu Abdallah. Yaqut, il quale utilizzò l'opera di al-Nadim come fonte per il proprio lavoro, causò addirittura ulteriore confusione mescolando le tre generazioni consecutive della famiglia Jayhani. Secondo lo storico István Zimonyi, i quattro libri «delineano il ritratto di un autore esperto di politica, dato che ogni libro è legato agli affari di Stato».

### Il libro delle rotte e dei regni
Secondo al-Muqaddasi, Jayhani «radunò intorno a sé alcuni stranieri e li interrogò sui Paesi e sulle loro entrate, sulle condizioni delle strade che vi conducevano, sull'elevazione delle stelle sopra gli orizzonti e sulla lunghezza delle ombre meridiane proiettate dal sole».